# Asiagomphus acco
Asiagomphus acco är en trollsländeart som beskrevs av Syoziro Asahina 1996. Asiagomphus acco ingår i släktet Asiagomphus och familjen flodtrollsländor. IUCN kategoriserar arten globalt som livskraftig. Inga underarter finns listade i Catalogue of Life.